# Người Banda
Người Banda là một dân tộc của Cộng hòa Trung Phi. Họ cũng sinh sống ở Cộng hòa Dân chủ Congo, Cameroon và Nam Sudan. Họ bị ảnh hưởng nặng nề bởi các cuộc truy quét nô lệ vào thế kỷ 19 và việc buôn bán nô lệ ra ngoài châu Phi. Dưới sự cai trị của thực dân Pháp, hầu hết những người Banda đã cải sang Cơ đốc giáo nhưng vẫn giữ các yếu tố và giá trị trong tôn giáo truyền thống của họ.

## Nhân khẩu học
Dân số của người Banda được ước tính vào đầu thế kỷ 21 là khoảng 1,3 triệu người. Họ là một trong những nhóm dân tộc lớn nhất ở Cộng hòa Trung Phi, sinh sống ở phía đông bắc của đất nước.
Người Banda nói các thứ tiếng thuộc nhóm Banda, là thành viên của nhóm ngôn ngữ Ubangi (một phần của ngữ hệ Niger-Congo). Các ngôn ngữ Banda có nhiều biến thể; chín thổ ngữ với phân bố địa lý riêng biệt đã được biết đến.

## Chế độ nô lệ
Người Banda bị ảnh hưởng nặng nề bởi các cuộc truy quét nô lệ từ phía bắc, đặc biệt là từ Wadai và Darfur, vào đầu thế kỷ 19, và sau đó là của người Khartoum do al-Zubayr lãnh đạo. Những người này đã bắt và bán người Banda làm nô lệ, khiến nhiều người di cư về phía nam và phía tây dọc theo sông Ubangi.
Theo Ann Brower Stahl, giáo sư nhân chủng học chuyên nghiên cứu về châu Phi, các thị trấn thời trung cổ của người Banda như Begho có lẽ là nguồn gốc của nhiều người nô lệ từ năm 1400 đến 1600. Tại đây, nô lệ được đưa đến khu vực Bắc Phi theo đạo Hồi, hoạt động buôn bán chủ yếu là phụ nữ và trẻ em trước 1500. Đến thế kỷ 16, nô lệ từ các vùng của người Banda được sử dụng làm lao động sản xuất ở các quốc gia Hồi giáo ở Sudan, và hoạt động buôn bán nô lệ này vẫn khá ổn định trong những thế kỷ sau đó. Dennis Cordell, giáo sư lịch sử chuyên nghiên cứu về châu Phi, cho rằng các hoạt động lùng bắt và buôn bán nô lệ trước đó là các cuộc đột kích vào thế kỷ 11 và 12 ở miền nam Libya, sau đó đến khu vực hồ Chad, nơi mà ông nói sau đó đã mở rộng về phía nam, bao gồm khu vực của người Banda.
Việc giết hại, nô dịch và bắt cóc người Banda từ các khu vực ngày nay là một phần của Chad, Nam Sudan và phía đông nam Cộng hòa Trung Phi đã dẫn đến việc mất dân số của họ. Tình trạng này trở nên mạnh mẽ hơn khi thực dân châu Âu cung cấp vũ khí cho các quốc gia bắt nô lệ. Vào cuối thế kỷ 19, họ bị quân đội của người Zande, sống ở vùng nay là một phần của Congo và Nam Sudan, tấn công bởi "những kẻ săn nô lệ" từ phía nam, do các thương nhân Ả Rập đã thiết lập Zariba (trung tâm buôn bán nô lệ). Việc bắt bớ nô lệ của người Banda bị dập tắt khi thuộc địa Ubangi-Shari của Pháp được thành lập ở vùng này.
Theo giáo sư lịch sử người Mỹ Richard Bradshaw, người Banda cùng với những hàng xóm của họ, người Gbaya, sống một cuộc sống nhìn chung là hòa bình trước thế kỷ 19, sau đó Kevin Shillington tuyên bố "những kẻ buôn bán nô lệ châu Phi và sau đó là thực dân châu Âu đã đi vào cuộc sống của họ". Giáo sư nhân chủng học xã hội Hy Lạp G. P. Makris nói rằng người Banda, cùng với các nhóm dân tộc Nuba và Gumuz, cũng là nạn nhân chính của việc buôn bán nô lệ của người Thổ Nhĩ Kỳ-Ai Cập, và Banda là từ đồng nghĩa với nô lệ trong tiếng Ba Tư.

## Xã hội

### Cấu trúc
Người Banda là một nhóm dân tộc phụ hệ. Họ sống trong các nhóm gia đình phân tán do một người lãnh đạo. Họ tự duy trì cuộc sống bằng cách săn bắn, đánh cá, thu thập thức ăn hoang dã và trồng trọt. Trong thời kỳ khủng hoảng, để chống lại các cuộc truy quét nô lệ và đối phó với chiến tranh, người Banda đã lựa chọn các thủ lĩnh chiến tranh. Sau khi cuộc khủng hoảng kết thúc, họ tước quyền của các chiến binh.

### Văn hóa
Nhóm dân tộc này nổi tiếng trong vùng về nghề thủ công. Họ làm ra các đồ vật bằng gỗ được chạm khắc đặc biệt được sử dụng cho các nghi lễ và hoạt động công cộng khác, cũng như những chiếc trống lớn có hình dạng thú vật. Những chiếc trống này, ngày nay được gọi bằng nhiều cái tên khác nhau như Banda-Yangere, được người Banda sử dụng cho các nghi lễ âm nhạc và làm công cụ truyền thông điệp.
Trong thời hiện đại, người Banda là những nông dân định cư trên xavan. Việc trồng bông và trồng sắn đã được các quan chức thuộc địa Pháp thúc đẩy đối với người Banda, trong khi các nhà truyền đạo Thiên chúa đã cải đạo cho nhiều người trong thời kỳ Pháp cai trị. Hầu hết người dân Banda hiện nay theo đạo Tin lành (52%) hoặc Công giáo (38%). Tuy nhiên, họ vẫn giữ được nhiều tín ngưỡng truyền thống của mình bên cạnh những tín ngưỡng của Cơ đốc giáo, chẳng hạn như cúng tế các linh hồn tổ tiên để mùa màng bội thu.
Người Banda có các nghi thức đánh dấu sự trưởng thành của họ, chẳng hạn như Semali. Trong đám cưới, của hồi môn dưới hình thức tân hôn theo truyền thống bao gồm các dụng cụ bằng sắt cho gia đình. Đa thê đã được thực hiện trong lịch sử của người Banda, nhưng hình thức này đã giảm trong thời hiện đại.

## Người nổi tiếng
- Henri Pouzère, chính trị gia và luật sư người Trung Phi.[17]
- Marie Solange Pagonendji-Ndakala, nguyên Bộ trưởng Bộ Du lịch và Xã hội